# 堀田捨次郎

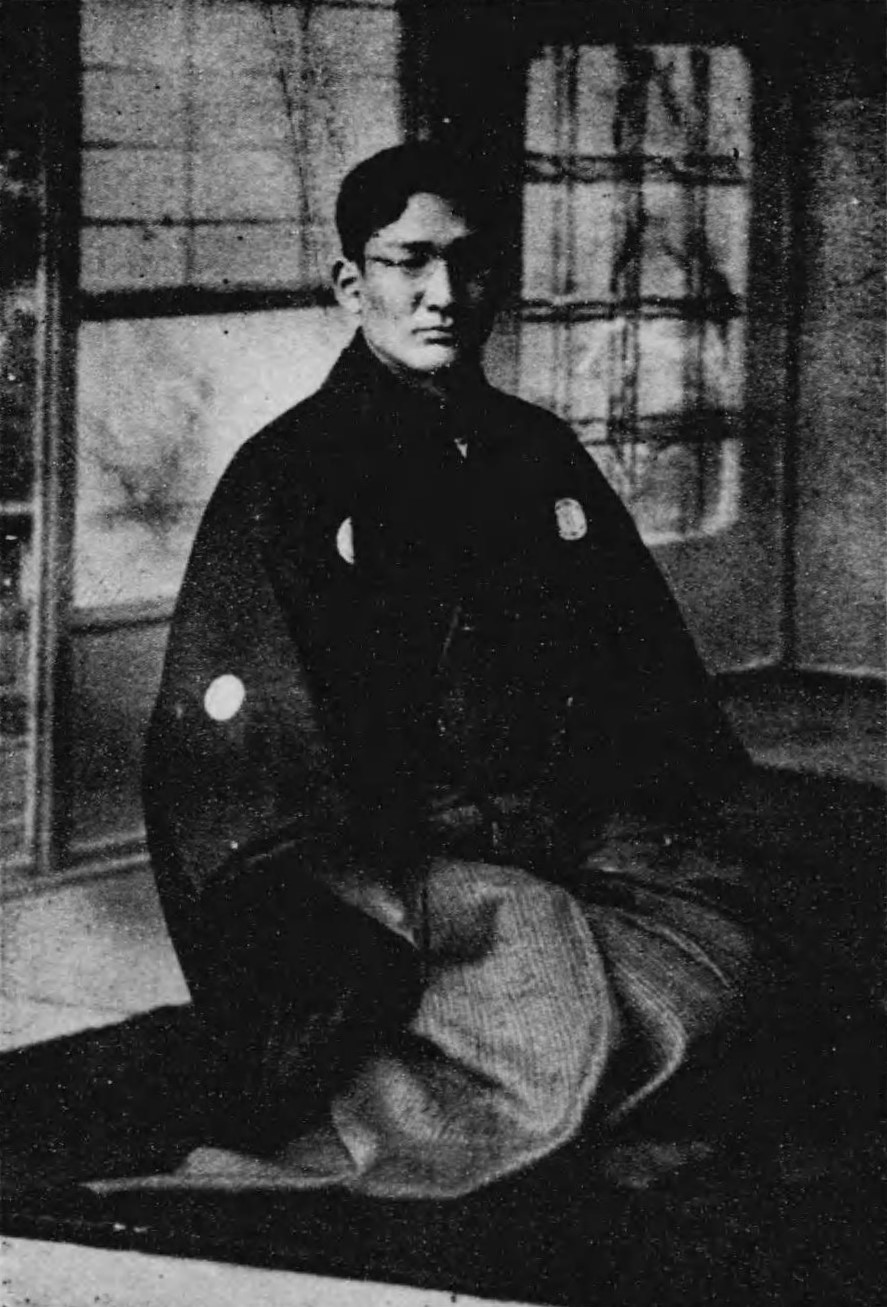
堀田捨次郎

堀田 捨次郎（ほった すてじろう、1883年（明治16年）9月26日 - 1942年（昭和17年）8月6日）は、日本の剣道家（大日本武徳会剣道範士）。

## 経歴
1883年（明治16年）、東京府麻布に生まれる。
1893年（明治26年）より渡辺昇から剣術を学ぶ。
1897年（明治30年）、当時の皇太子（後の大正天皇）の台覧試合に出場。
1901年（明治34年）、第6回武徳祭大演武会に出場し、薙刀術の園部秀雄に勝利。園部は堀田の師である渡辺をはじめとする剣術家を異種試合で破っており、堀田は園部に勝った唯一の剣術家といわれる。（ただし、園部は1955年に受けた読売新聞の取材に対し、「あたくしが堀田さんに負けたというのは間違いです」と答えている）。
1905年（明治38年）、警視庁に奉職。同剣術師範を務める。その後、一時退職。
1922年（大正11年）、再び警視庁に奉職し警務課及び特別警備隊の武道師範を務める。
東京外国語学校、憲兵司令部、外務省警務課の剣道教師を歴任。
1929年（昭和4年）、御大礼記念天覧武道大会指定選士の部に出場し、準々決勝で高野茂義に敗れる。
1940年（昭和15年）、紀元二千六百年奉祝天覧武道大会特選試合に出場し、大麻勇次との試合を披露。

## 著書
- 『剣術教範』（1912年）
- 『剣道極意』（1918年）
- 『剣道手ほどき』（1918年）
- 『図解剣道教範』（1922年）
- 『剣道図解教範』（1930年）
- 『剣道教範』（1939年）
- 『剣道新手引』（1941年）